# Papyrus 52

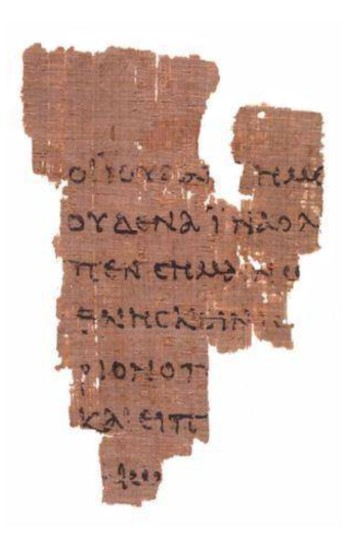
Papyrus 52

Papyrus 52, zkráceně obvykle P 52, někdy známý pod označením Papyrus Rylands Greek 457, je nejstarší dochovaný text Nového zákona. V roce 1920 jej získal anglický papyrolog Bernard Pyne Grenfell spolu s papyry nalezenými pravděpodobně ve Fajjúmu. Profesor C. H. Roberts z John Rylands Library v Manchesteru při podrobném ohledání zjistil, že útržek papyru obsahuje text Janova evangelia 18,31–33, na zadní straně 18,37–38. Úlomek je 9 cm vysoký a 6 cm široký a obsahuje celkem 114 řeckých písmen. Původní list měl velikost asi 21×20 cm.
Papyrus se datuje obvykle do roku 125, což v době svého objevu posunulo dataci Janova evangelia značně dopředu (mnozí v té době datovali toto evangelium do let 150–200). Naopak, jestliže tento egyptský úlomek pochází přibližně z roku 125, muselo být samotné evangelium napsáno alespoň mezi lety 90–100, aby se mohlo dostat do Egypta a zde z něj udělána kopie, tj. kodex s fragmentem P 52.